# Lisa Fernandez
Lisa Fernandez, född den 22 februari 1971 i Long Beach, Kalifornien, är en amerikansk softbollspelare.
Hon tog OS-guld i samband med de olympiska softboll-turneringarna 2000 i Sydney.
Hon återupprepade denna bedrift fyra år senare i Aten.